# Nunatak

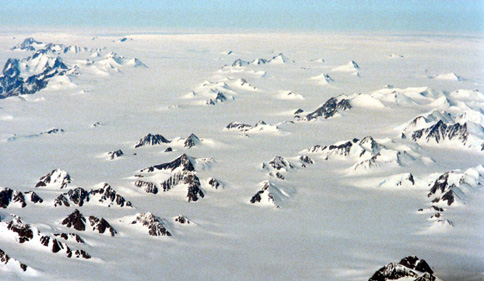
Nunatakok Grönland keleti peremén

A nunatak (Inuit nyelven: nunataq, ~jéggel övezett hegy) a belföldi jégtakaróból vagy gleccserből szigetszerűen kiemelkedő hegy- vagy sziklacsúcs, illetve gerinc.
Nunatakok ott jönnek létre, ahol a jég folyamatosan jelen van (gleccserek, jégpajzsok, jégsapkák). A jégmezőből kiemelkedő hegyek az örökké változó terep legbiztosabb tájékozódási pontjai. A sziklacsúcsok napjainkban is formálódnak:
- peremüket a jég vési;
- felszínüket fagyaprózódás, a kőpergés és a hóviharok eróziója formálja érdessé.[2]

A folyamatos csiszolás eredményeként a szirtek falai többnyire meredekek. A lepotyogó kisebb-nagyobb kődarabokat a jég elszállítja; ezekből moréna lesz.
Az eljegesedett területen a nunatakok az élővilág oázisai. Az Alpokban a kainozoikumi eljegesedés idején számos növényfajnak a hegység déli részén emelkedő nunatak szirtek nyújtottak menedéket. 
A magyar geográfiai kifejezések között a nyugat-európai földrajztudomány közvetítésével honosodott meg a nunatak szó.

## Fordítás
- Ez a szócikk részben vagy egészben a Nunatak című német Wikipédia-szócikk ezen változatának fordításán alapul.  Az eredeti cikk szerkesztőit annak laptörténete sorolja fel. Ez a jelzés csupán a megfogalmazás eredetét és a szerzői jogokat jelzi, nem szolgál a cikkben szereplő információk forrásmegjelöléseként.
- Ez a szócikk részben vagy egészben a Nunatak című angol Wikipédia-szócikk ezen változatának fordításán alapul.  Az eredeti cikk szerkesztőit annak laptörténete sorolja fel. Ez a jelzés csupán a megfogalmazás eredetét és a szerzői jogokat jelzi, nem szolgál a cikkben szereplő információk forrásmegjelöléseként.